# Минская возвышенность
Минская возвышенность (по названию столицы Беларуси — города Минска; бел. Мінскае ўзвышша) — возвышенность, расположенная между рекой Неман (верховье) и Лукомльским озером, в центральной части Минской области Беларуси.

## Составные части
Некоторые участки территории считаются отдельными возвышенностями:
- Докшицкая возвышенность;
- Ивенецкая возвышенность;
- Логойская возвышенность;
- Олехновичская возвышенность;
- Плещеницкая возвышенность;
- Радошковичская возвышенность.

## Рельеф
Минская возвышенность — наиболее высокая часть на юго-западе Белорусской гряды. Высота 200—300 м, максимальная 345 м (гора Дзержинская — высшая точка Беларуси). На Минской возвышенности расположена Лысая гора — вторая по высоте на территории Беларуси.

## Геология
Представляет собой систему дугообразно вытянутых сильно расчленённых конечноморенных гряд, платообразных участков и многочисленных долин. В основании возвышенности залегают породы девонского, мелового и палеогенового возраста. Занимает северо-западную и центральную части Минской области. Граничит со Столбцовской равниной на юго-западе, Вилейской низиной на северо-западе, Кривичской равниной на севере, Верхнеберезинской на северо-востоке, Центральноберезинской на юго-востоке и Пуховичской на юге.

## Флора и фауна
На вершинах холмов и по песчаным низинам — сосновые и елово-сосновые леса с примесью берёзы; склоны распаханы.